# Merremia boisiana
Merremia boisiana hay bìm bôi hoa vàng là một loài thực vật có hoa trong họ Bìm bìm có nguồn gốc ở vùng khí hậu nhiệt đới đảo Hải Nam và khu tự trị dân tộc Choang (tỉnh Quảng Tây, Trung Quốc). Loài này được (Gagnep.) Ooststr. mô tả khoa học đầu tiên năm 1939.